# Claudia Nemat

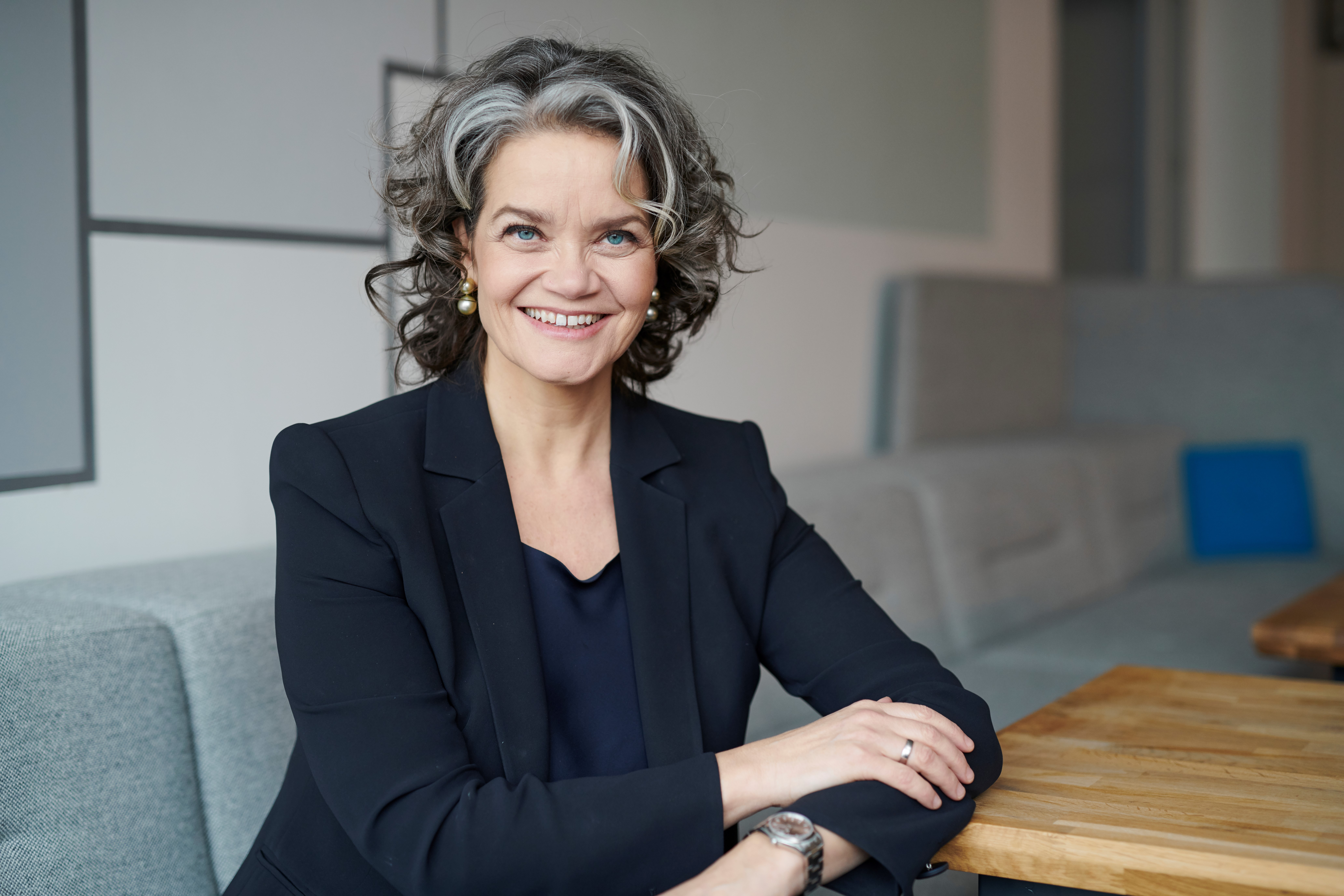
Claudia Nemat, 2020

Claudia Nemat, geb. Lange, (* 12. Dezember 1968 in Bensberg) ist eine deutsche Managerin. Sie ist Vorstandsmitglied für Technologie und Innovation bei der Deutschen Telekom AG, Aufsichtsratsvorsitzende der T-Systems International GmbH und Mitglied des Verwaltungsrats von ABB Ltd.

## Leben
Von 1988 bis 1994 studierte Claudia Nemat an der Universität zu Köln Physik und Mathematik. 
Nemat arbeitete 17 Jahre bei der Unternehmens- und Strategieberatung McKinsey & Company, wo sie im Jahr 2000 zum Partner und 2006 zum Senior Partner gewählt wurde. Unter anderem war sie Co-Leiterin des weltweiten Technologiesektors und führte diesen im Wirtschaftsraum EMEA.
Seit 2011 ist sie Mitglied des Vorstandes der Deutschen Telekom. Bis Ende 2016 leitete sie das Europageschäft, seit Januar 2017 verantwortet sie das Ressort Technologie und Innovation. Sie verlässt das Unternehmen zum 30. September 2025 auf eigenen Wunsch.
Ab 2013 war Nemat für drei Jahre als Aufsichtsratsmitglied der Lanxess AG tätig. Von 2016 bis 2025 gehörte sie dem Verwaltungsrat der Airbus SE an. Seit 2025 ist sie Mitglied des Verwaltungsrats von ABB Ltd.